# Pandanus hermaphroditus
Pandanus hermaphroditus är en enhjärtbladig växtart som beskrevs av Ugolino Martelli. Pandanus hermaphroditus ingår i släktet Pandanus och familjen Pandanaceae.
Artens utbredningsområde är Madagaskar. Inga underarter finns listade.